# Ammihoud
Ammihoud est un descendant d'Éphraïm et un bisaïeul de Josué.

## La famille d'Ammihoud
Ammihoud est un fils de Ladân et le père d'Élishama. Sa généalogie est détaillée dans l'ancien testament : Premier Livre des Chroniques.